# Kampfgeschwader zur besonderen Verwendung 323
Kampfgeschwader zur besonderen Verwendung 323 (dobesedno slovensko: Bojni polk za posebne namene 323; kratica KG z.b.V. 323) je bil transportni letalski polk (Geschwader) v sestavi nemške Luftwaffe med drugo svetovno vojno.
Maja 1943 je bil polk preimenovan v Transportgeschwader 5.

## Organizacija
- štab
- I. skupina
- II. skupina
- III. skupina[1]